# Deadlands: Piekło na Ziemi
Deadlands: Piekło na Ziemi to gra fabularna w alternatywnej przyszłości Deadlands: Martwe Ziemie. Jest to połączenie świata postapokaliptycznego, horroru, westernu, oraz steampunku. Autorem tego systemu jest Shane Lacy Hensley, wydawcą została firma Pinnacle Entertainment Group (w Polsce system wydało Wydawnictwo Mag).

## Świat gry
Akcja rozgrywa się w Ameryce Północnej w 2094 roku, czyli 13 lat po wojnie atomowej, zwanej Wojną Ostateczną. Spadające bomby upiorytowe zabiły miliardy ludzi i stworzyły na ziemi Martwe Ziemie co pozwoliło Mścicielom pojawić się na ziemi. Ludzie kryją się na pustkowiach, wojny nie przetrwało ani jedno miasto, na drogach grasują ludzie generała Throckmortona, oraz oddziały mutantów którym przewodzą siewcy zguby.
Gracze mogą wcielić się w wiele postaci odpowiadających gatunkowi, m.in. śmieciarzy (którzy konstruują wynalazki ze złomu), Psychonów (posługują się mocami psionicznymi), wojowników szos, weteranów wojennych oraz w wielu innych bohaterów.

## Mechanika
Mechanika jest identyczna jak w Deadlands: Martwe Ziemie.